# Амбреттовое масло
Амбреттовое масло — эфирное масло, содержится в семенах кустарника Abelmoschus moschatus Medik, культивируемого в Европе, странах Азии и Центральной Америки.

## Свойства
Амбреттовое масло — воскообразная масса, которая после удаления жирных кислот представляет собой светло-жёлтую жидкость с мускусным запахом.
Растворимо в этаноле (1:2÷8 в 80%-м); нерастворимо в воде.
| tвсп, °С | tсвспл, °С | {\displaystyle {\mbox{d}}_{20}^{20}} | {\displaystyle [{\mbox{n}}]_{\mbox{D}}^{20}} | {\displaystyle [\alpha ]_{\mbox{D}}^{20}}, ° | ЛД50, г/кг                            |
| -------- | ---------- | ------------------------------------ | -------------------------------------------- | -------------------------------------------- | ------------------------------------- |
| 60       | 250        | 0,898 ÷ 0,920                        | 1,468 ÷ 1,485                                | -1 ÷ +3                                      | > 5 крысы перорально, кролики на коже |

## Химический состав
В состав масла входят терпеновые углеводороды, жирные кислоты и их эфиры, фарнезол и его ацетат, амбреттолид, цис-5-тетрадецен-14-олид и другие компоненты.

## Получение
Получают из измельчённых семян путём перегонки с паром, выход масла 0,2 — 0,4%.
Основные производители — Франция, Индонезия и Колумбия.

## Применение
Применяют как компонент парфюмерных композиций.